# Château de Coarraze
Le château de Coarraze, datant du XVIIIe siècle, est situé dans la commune de Coarraze, dans le département des Pyrénées-Atlantiques, en France.
Faisant suite à deux édifices précédents, le château actuel est construit à l'initiative de Jean de Montaut en 1755. Le domaine est également célèbre pour avoir accueilli le jeune Henri de Bourbon, futur Henri IV, durant sa petite enfance.
Acquis par la famille de Dufau en 1863, il est aujourd'hui une propriété privée et ouvert à la visite.

## Histoire
Situé à un point stratégique, le domaine se situe sur une colline en surplomb du gave de Pau, c’est ici que la seigneurie de Coarraze s’établira au XIIe siècle. Celle-ci faisait alors partie des douze baronnies donnant à leur possesseurs un droit d’entrée aux États de Béarn.
Un premier château en pierre sera alors construit dans le courant du XIVe siècle, dont ne subsiste aujourd’hui que le donjon. Le domaine passe en héritage à la fin du XVe siècle à Gaston de Foix, comte de Carmain et baron de Coarraze.
En 1506, Jean d’Albert donne l’ordre de raser le château après de multiples différends avec le comte, et en devient, dès lors, le nouveau propriétaire.
Un nouvel édifice sera reconstruit vers 1520 par la famille d’Albret-Miossens dans le style Renaissance en vogue en ce temps-là.
Henri Ier d’Albret, Roi de Navarre soucieux de donner une éducation saine et rurale à son petit-fils Henri, futur Roi de France, l’enverra au château, confiant l’enfant aux bons soins de sa tante, Suzanne de Bourbon, Baronne de Miossens.
Le roi Henri IV garde un souvenir ému de ce temps et revient souvent à Coarraze en compagnie de son cousin Henri d’Albret-Miossens, devenu un compagnon d’armes. Le château est incendié en 1684 et sombre dans l’oubli pendant un peu plus de vingt ans.
Le domaine est acquis par Jean de Montaut, conseiller au Parlement de Navarre, qui fait entièrement rebâtir le château actuel en 1755.
L’ensemble du domaine est finalement acquis en 1863, par Jean-Louis de Dufau, premier président de la cour d’appel de Pau et maire de la ville de Coarraze dont ses descendants le possèdent encore aujourd’hui.

## Description
L'édifice actuel se compose de trois niveaux de six travées de fenêtres côté nord et sept travées côté sud, un soubassement incluant les cuisines et diverses offices, un rez-de-jardin surélevé incluant les salons d'apparat et appartement de maître et un premier étage sous combles mansardés, qui accueille les autres chambres, le tout surmonté par deux frontons classiques.
La tour-donjon, plus ancien vestige, datant du château féodal est l'une des dernières encore debout dans le Béarn. Le domaine conserve également des vestiges du second château, à savoir, les écuries en contrebas du château et le portail d'entrée monumental. Une ancienne glacière est également présente dans le parc. Le salon principal conserve un très rare papier peint du XVIIIe siècle, à chinoiseries ainsi que de nombreuses boiseries de facture prestigieuse.
Le domaine de Coarraze est inscrit monument historique en totalité par arrêté du 24 juin 2011 pour ses parties bâties et non bâties, le château avec ses dépendances et la partie organisée du domaine clos de murs avec son portail et ses jardins.

## Valorisation du patrimoine
Le domaine est aujourd'hui la propriété de la famille de Dufau depuis 1863, et celui-ci est ouvert à la visite notamment à l'occasion des journées du patrimoine.
Il accueille également de nombreux bénévoles pour l'entretien courant, ainsi que pour diverses manifestations.